# Конгрес на поробените народи на Руската империя
Конгресът на поробените народи на Руската империя (на украински: З'їзд поневолених народів Росії) e форум на представители на народите от бившата Руска империя, създали свои национални организации, и привържениците на федерално-демократичния принцип на устройството на Руската република, проведен в Киев през септември 1917 г. Някои представители на конгреса защитават пълната държавна независимост на отделните държави.

## История
Първата световна война и Февруарската революция дават надежда, че различните национални общности ще могат да разширят обхвата на своите свободи.
Конгресът е свикан в Киев по инициатива на Украинската централна рада с цел цивилизовано решаване на коренните национални проблеми. По-късно Михаил Грушевски нарича конгреса „златният сън на народите“. На него представители на различни националности се опитват да определят бъдещата си съдба, принципите на съвместно съществуване и историческата перспектива по време на разпадането на Руската империя
Конгресът се провежда в помещенията на Педагогическия музей. В работата му вземат участие 92 делегати от 20 националности, включително: украинци, поляци, литовци, естонци, латвийци, грузинци, евреи, беларуси, молдовци, казаци, донски казаци, буряти, татари, кримски татари, тюркски и мюсюлмански организации, съвети на социалистическите партии на Русия.
Почетен председател на конгреса е Михаил Грушевски, председател на Централната рада. Временното правителство на Русия е представено от Максим Славински, който оглавява Специалното съвещание за провинциална реформа и е член на Конституционно-демократическата партия (кадети). Осем украински делегати от различни политически партии се обединяват на платформата за национално-териториална автономия. Има десет представители от латвийците, включително бъдещият министър-председател Зигфрид Ана Майеровиц. Естонците са представени от бъдещия министър на външните работи Антс Пиип. Литовците, представлявани от девет мъже, включително Августинас Волдемарас, Антанас Туменас и Юозас Тумас, искат пълна независимост за Литва.
Делегатите на конгреса отбелязват водещата роля на Украйна във преустройството на Руската империя на нова основа, подкрепят нейния политически курс към автономия. Като цяло съставът на конгреса отразява нивото на тогавашното политическо мнение, в което идеите на федерализма преобладават над тези на независимостта. Въпреки че федерализмът за участниците във форума не означава отхвърлянето на националната независимост, а най-целесъобразната форма за нейното прилагане в момента, не като крайна цел, а като важен етап по пътя към федерацията на Европа и в бъдеще към федерация на целия свят. Освен поляците и литовците, които защитават пълната държавна независимост на Полша и Литва, и еврейските делегати, които повдигнаха въпроса за създаването на еврейска държава в Палестина, останалите представители на националните движения подкрепят идеята за трансформиране на бившия „затвор на нациите“ във федерална демократична република.
Едно от най-ярките събития на конгреса е изказването на почетния председател Михаил Грушевски, който определя тогавашната позиция на украинската страна и своята концепция за федерализъм:
„Украйна не върви към независимост чрез федерализъм, защото държавната независимост не е пред нас, а зад нас. Ние вече се обединихме с Русия като независима държава и никога не сме се отказвали от правата си. [...] Няма да кажем, че обичаме Руската република, защото досега нищо добро за нас не сме видели от нея. [...] Нашите симпатии могат да бъдат придобити от „двореца на народите“, който искаме да направим от Русия“.
Най-важният документ на конгреса е резолюцията „За федералното устройство на руската държава“, която осъжда прекомерната централизация на законодателната и изпълнителната власт, която възпрепятства развитието на държавата. Делегатите на конгреса решават, че наред с Всеруското учредително събрание ще бъдат свикани регионални учредителни събрания, които да установят формите на взаимоотношенията с централните органи, както и формите на вътрешната организация на автономната единица. Резолюцията „За националните и регионалните езици“ дава равен статут на националните езици. Руският е признат за национален в отделни държави и части на федерацията – един или повече регионални езици. Що се отнася до училище, църква и съд, националният език не трябва да има предимство пред другите регионални езици.
За практическото решаване на задачите на националното и регионалното автономно федерално изграждане Конгресът избира Народен съвет със седалище в Киев. Формирането на този орган се основава на принципа на равно представителство (по 4 членове от всяка нация, чиито делегати са участвали в работата на конгреса). Организационното заседание на събора се провежда на 16 септември 1917 г. За председател и е избран Михайло Грушевски, а за секретар – Микола Любински. Печатният орган става списанието „Свободый союз“ (излиза два пъти през октомври и ноември 1917 г. в печатницата на Украинската централна рада).
В края на конгреса Генералният секретариат в края на септември издава своята декларация относно свикването на Всеукраинското учредително събрание, което ще има приоритет пред Всеруското учредително събрание.
След Октомврийската революция дейността на Съвета прекратява: поробените народи се изправят пред други задачи.